# Плотина (Ростовская область)
Плоти́на — хутор в Тарасовском районе Ростовской области.
Входит в состав Зеленовского сельского поселения.

## История
В составе области Войска Донского на хуторе находилась Андреевская церковь.

## Население
| 2010 | 2011 |
| ---- | ---- |
| 13   | →13  |

## Улицы
На хуторе имеются две улицы — Степная и Центральная.